# Cornelius Leary
Cornelius Lawrence Ludlow Leary (* 22. Oktober 1813 in Baltimore, Maryland; † 21. März 1893 ebenda) war ein US-amerikanischer Politiker. Zwischen 1861 und 1863 vertrat er den Bundesstaat Maryland im US-Repräsentantenhaus.

## Werdegang
Cornelius Leary besuchte die öffentlichen Schulen seiner Heimat sowie das St. Mary’s College in Baltimore, wo er im Jahr 1833 seinen Abschluss machte. Zwischen 1833 und 1837 lebte er in Louisville (Kentucky); anschließend kehrte er nach Baltimore zurück. Politisch schloss er sich damals der Whig Party an, die sich in den 1850er Jahren wieder auflöste. In den Jahren 1838 und 1839 saß er im Abgeordnetenhaus von Maryland. Nach einem anschließenden Jurastudium und seiner 1840 erfolgten Zulassung als Rechtsanwalt begann er in Baltimore in diesem Beruf zu arbeiten.
Bei den Kongresswahlen des Jahres 1860 wurde Leary als Unionist im dritten Wahlbezirk von Maryland in das US-Repräsentantenhaus in Washington, D.C. gewählt, wo er am 4. März 1861 die Nachfolge von James Morrison Harris antrat. Bis zum 3. März 1863 konnte er eine Legislaturperiode im Kongress absolvieren, die von den Ereignissen des Bürgerkrieges geprägt war. Nach dem Ende seiner Zeit im US-Repräsentantenhaus praktizierte Leary wieder als Anwalt. Er starb am 21. März 1893 in Baltimore.